# Impresjonizm w literaturze
Impresjonizm w literaturze – inspirowany dokonaniami malarstwa impresjonistycznego, kierunek w literaturze, narodzony w drugiej połowie XIX wieku we Francji i rozpowszechniony do początku wieku XX.
Jego nazwa wywodzi się od francuskiego słowa impression (wrażenie) i początkowo stosowana była na określenie kierunku w malarstwie. Po raz pierwszy w odniesieniu do literatury termin ten zastosował Ferdinand Brunetière w artykule Impresjonizm w powieści.
Literackie utwory impresjonistyczne kładły nacisk przede wszystkim na opisywanie wrażeń i doznań poznającego podmiotu, rezygnując z realistycznego przedstawiania rzeczywistości. Tendencje impresjonistyczne występowały zarówno w prozie, poezji, jak i dramacie. Kierunek ten nigdy się w pełni nie wyodrębnił, nie miał też charakteru programowego. Do pisarzy posługujących się środkami impresjonistycznymi należeli m.in. Alphonse Daudet, Stéphane Mallarmé, Paul Verlaine, Stefan Żeromski i Władysław Reymont.

## Impresjonizm w prozie
Impresjonizm w prozie objawiał się poprzez rezygnację z obiektywnej narracji i opisu obiektywnie istniejącego świata. Rzeczywistość ukazywana jest za pomocą techniki punktów widzenia – czytelnik musi przyjąć i zrozumieć sposób postrzegania danej postaci, aby pojąć przedstawiane zdarzenia. Powieść impresjonistyczna rezygnuje z narratora wszechwiedzącego, zastępując go narratorem subiektywnym, opisującym swoje wrażenia i doznania. Tworzyło to podstawy do ukształtowania się później techniki strumienia świadomości. Wydarzenia powieściowe nie tworzą w impresjonizmie zwartej konstrukcji, ale są rozbite na szereg epizodów i fragmentów. Nie zostaje również zachowana ciągłość czasowa utworu – akcja składa się z szeregu momentów.
Proza posługująca się stylem impresjonistycznym pojawiła się m.in. w twórczości Marcela Prousta, Emila Zoli, Virginii Woolf, Antona Czechowa i Iwana Turgieniewa.

## Impresjonizm w liryce
Impresjonizm pojawił się w liryce przede wszystkim za sprawą poezji Paula Verlaine’a, którego wiersz Sztuka poetycka może być uznany za manifest tego kierunku. Poezja impresjonistyczna posiadała silnie zaznaczone wartości dźwiękowe, nie była natomiast podporządkowana konkretnemu tematowi, ale ulotnym i chwilowym wrażeniom. Był to jeden z głównych kierunków poezji XIX wieku i w związku z tym uległ szybkiej schematyzacji.
Lirykę impresjonistyczną tworzyli m.in. Paul Verlaine, Stéphane Mallarmé, Maurice Maeterlinck, Detlev von Liliencron i Antonín Sova.

## Impresjonizm w dramacie
Dramaty impresjonistyczne były silnie upoetyzowane i opierały się na niedomówieniach i nastrojowości. Ciągła akcja została w nich zastąpiona przez szereg znaczących momentów. Elementy stylu impresjonistycznego stały się głównymi cechami dramatu symbolicznego, uprawianego m.in. przez Maeterlincka.

## Impresjonizm w krytyce literackiej
Wpływom tego kierunku ulegała również krytyka literacka, jednak nie w zakresie stylistycznego kształtowania wypowiedzi krytycznoliterackiej, ale w nastawieniu krytyka do lektury utworu. Tak rozumiana krytyka rezygnuje z jasnych i weryfikowalnych kryteriów oceny literatury, skupia się natomiast na ogólnych wrażeniach recenzenta. Nie był on też zobligowany do posługiwania się określoną metodą czy warsztatem, a polegał jedynie na własnych odczuciach. Krytyka impresjonistyczna negowała istnienie jakiejkolwiek obiektywnej prawdy o utworze literackim, zaznaczała, że jedyny właściwy sposób odbioru należy do sfery emocji, do możliwości oddziaływania na uczucia odbiorcy.
Tak rozumianą krytykę uprawiał przede wszystkim Anatole France, a także Émile Faguet i Jules Lemaître.

## Impresjonizm w literaturze polskiej
W prozie polskiej impresjonizm nie był kierunkiem wyodrębnionym, ujawniał się najczęściej w epizodach powieściowych, niekoniecznie obejmując całość dzieła. Stosowany był przede wszystkim w opisie pewnych wrażeń i chwil (np. w prozie Reymonta i Żeromskiego). W okresie Młodej Polski pojawiał się przede wszystkim w dziełach zbliżonych do poetyki ekspresjonistycznej, jak miało to miejsce w przypadku utworów Wacława Berenta. Impresjonizm występował także w prozie Jarosława Iwaszkiewicza.
W poezji kierunek impresjonizmu był szczególnie istotny w okresie młodopolskim, stając się wtedy obowiązującą manierą stylistyczną. Pojawiała się ona w twórczości m.in. Tetmajera i Maryli Wolskiej, wykorzystywana była jednak głównie przez poetów mniej znanych i drugorzędnych. W okresie późniejszym poetyka impresjonizmu wykorzystywana była przez skamandrytów, a także przez Władysława Broniewskiego.
W dramaturgii polskiej impresjonizm pojawiał się m.in. u Stanisława Wyspiańskiego, Tadeusza Rittnera i Lucjana Rydla.
Impresjonistyczna krytyka literacka, która pojawiła się w Polsce w latach dziewięćdziesiątych XIX wieku, stała się powodem wielu polemik literackich. Spotkała się ona z entuzjazmem twórców młodych (m.in. Stanisława Lacka i Jana Stena), natomiast starsze pokolenie reagowało na niego z niechęcią. Ostatecznie kierunek ten nie odegrał znaczącej roli w polskiej krytyce literackiej i po 1900 roku był już praktycznie nieobecny, nawet w twórczości swoich początkowych entuzjastów.